# 나는 나를 좋아하게 된다
〈나는 나를 좋아하게 된다〉(僕は僕を好きになる 보쿠와보쿠오스키니나루[*])은 일본의 여성 아이돌 그룹 노기자카46의 26번째 싱글이다. 2020년 3월 25일에 N46Div.를 통해 발매되었다. 센터는 야마시타 미즈키가 맡았다.